# カリガリ博士
『カリガリ博士』（原題：Das Cabinet des Doktor Caligari）は、1919年に制作され、1920年に公開された、ロベルト・ヴィーネ監督による、革新的なドイツのサイレント映画である。本作品は、一連のドイツ表現主義映画の中でも最も古く、最も影響力があり、なおかつ、芸術的に評価の高い作品である。
フィルムは白黒フィルムが使用されているが、場面に応じて緑、茶色などが着色されている。

## 概要
本作は、精神に異常をきたした医者・カリガリ博士と、その忠実な下僕である夢遊病患者・チェザーレ、およびその二人が引き起こした、ドイツ山間部の架空の村での連続殺人についての物語である。本作は、登場人物の一人であるフランシスの回想を軸にストーリーが展開する。初期の映画では直線的なストーリー進行が大半を占めたが、本作品は、その中でも複雑な話法が採用された一例でもある。

## ストーリー
冒頭、フランシスが隣の男と会話を交わしている様子と、その横を茫然自失のようであてどもなく歩く、美しく若い女性が描かれる。フランシスはその女性が自分のフィアンセであること、そして二人が体験した世にも奇妙な体験を連れの男に語り始め、これより回想シーンが続く。
フランシスは、友人のアランと、村にやって来たカーニバルを見に出かけた。彼らはカリガリ博士という人物と、博士の見世物である眠り男チェザーレの似顔絵に目をとめた。博士は、チェザーレが23年間箱（cabinet）の中で眠り続けていること、また、彼は尋ねられればどんな質問にも答えられると口上し、客を呼び込んでいた。二人は博士の小屋に入り、見世物が始まった。箱から出てきたチェザーレに、アランが悪戯心で「自分はあとどれくらい生きられるのか？」と尋ねたところ、チェザーレの答えは「長くはない、明日の夜明けまで。」だった。翌朝フランシスは、村人からアランが何者かに殺されたことを知らされた。その他にも村では、以前一人の役場の職員が殺されており、この職員はカリガリ博士が役場を訪れたときに博士を邪険に扱った人物でもあった。
疑念を抱いたフランシスは、彼が思いを寄せるジェーンとその父親のオルセン博士と共に、カリガリ博士とチェザーレの身辺を調査し始めた。危険を察知した博士は、チェザーレにジェーンを殺害することを命じ、同時に周囲を欺くためにチェザーレの替え玉人形を用意した。チェザーレはジェーンの部屋へ侵入しナイフをふりかざすが、ジェーンの美貌に心を奪われる。眠り男は殺すのをためらったままジェーンを抱きかかえ、彼女の家から連れ去るが、その後を村人たちが追っていた。追跡のさなか、チェザーレは心臓発作により命を落としてしまう。
一方、フランシスは警官たちとともにカリガリ博士の見世物小屋を訪ね、チェザーレとの面会を強要した。しかし、眠り男が眠っているはずの箱の中にあったのは、博士が用意していた替え玉の人形だった。逃亡した博士は村の中の精神病院へ逃げ込んだ。フランシスがその病院で「カリガリという名の患者」の所在を尋ねたところ、病院の職員に案内されたのは、院長室だった。その中にいたのは、まぎれもないカリガリ博士であった。
フランシスは、博士が別宅で寝ているのを見計い、病院の職員たちの助けを借りて、深夜に院長室に侵入する。部屋の中を探索したフランシスたちは、夢遊病者を使った殺人を犯した見世物師について描かれた古い本を発見した。その見世物師の名前はカリガリ。驚愕した一行はさらにカリガリ博士の日記を発見し、博士が本の記述を再現することに心を奪われていることを知った。翌日、病院に運び込まれたチェザーレの死体と対面したカリガリ博士は、悲しみのあまり取り乱す。博士はその場で病院の職員たちに取り押さえられ、拘束衣を着せられて独房へ収容される。
このように語られてきたフランシスの回想は実は彼の妄想で、現実にはフランシスは精神病院の患者であり、ジェーンやチェザーレもまた患者であることが明らかにされる。フランシスは精神病院の院長をカリガリ博士だと言って掴みかかるが、取り押さえられ拘束衣を着せられ収容される。院長はついにフランシスの妄想が理解できたので治療の方法が判明したと宣言する。

## キャスト
- カリガリ博士：ヴェルナー・クラウス
- チェザーレ：コンラート・ファイト
- フランシス：フリードリッヒ・フェーエル
- ジェーン：リル・ダゴファー
- アラン：ハンス・ハインツ・フォン・トワルドウスキー
- オルセン博士（ジェーンの父）：ルドルフ・レッティンゲル

## 本作品の制作と上映
プロデューサーのエリッヒ・ポマーは、当初フリッツ・ラングに監督を要請したが、ラングがすでに他の作品に関わっており時間が取れなかったため、ヴィーネに本作品の監督を託した。

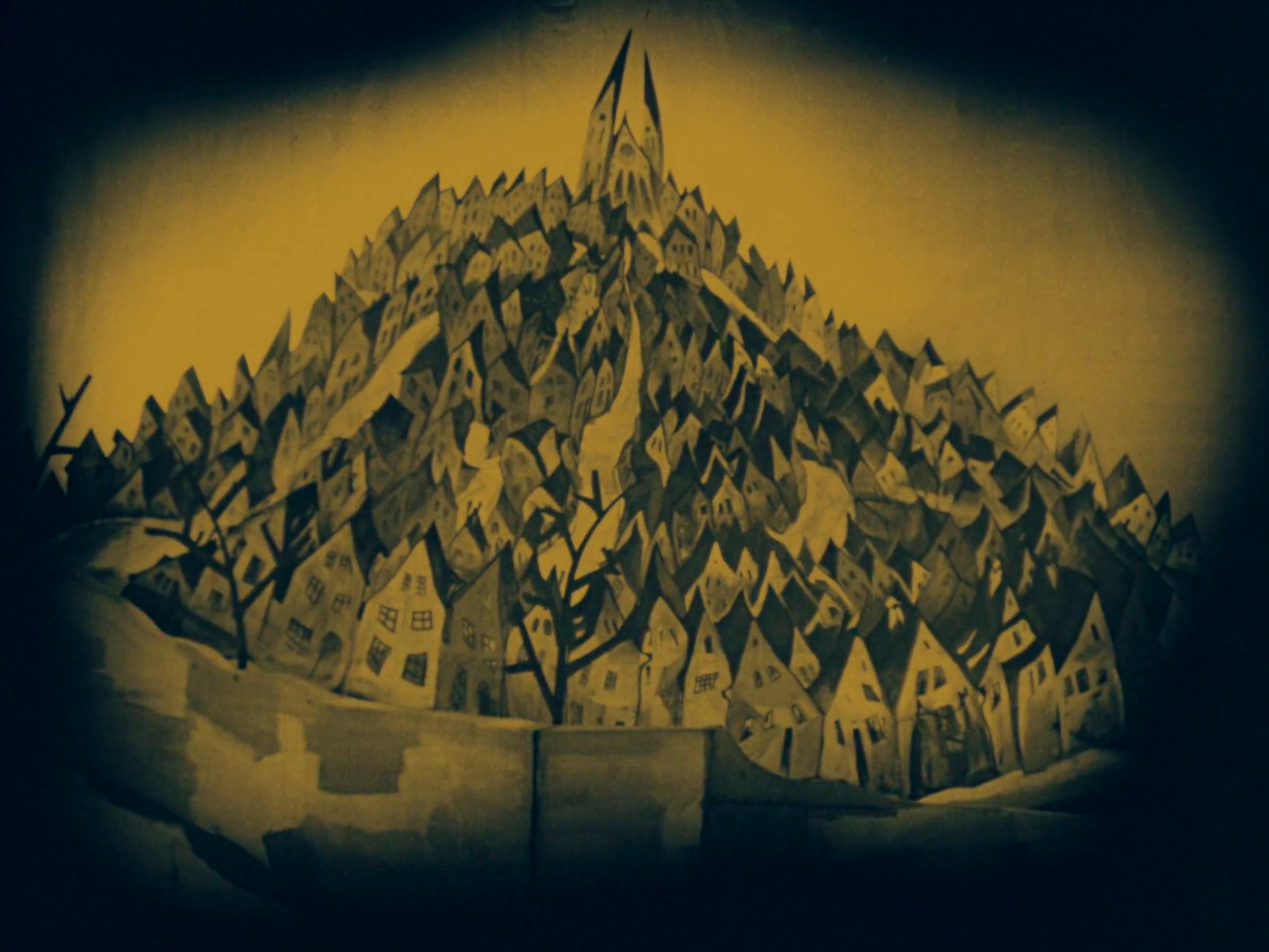
『カリガリ博士』のデザイナーは、幻想的で生き生きとした見た目を選んだ。例えばキャンバスに直接描かれたねじれた都市のシーンがそうである。

当初、脚本家のハンス・ヤノヴィッツ、カール・マイヤーが描いていた脚本では、犯罪描写は、もっと過激で猟奇色の強い物で、結末は、カリガリ博士と眠り男チェザーレが、一連の殺人事件に関与していたことが明確になり、博士が断罪される形で終わる物だったという。ヤノヴィッツとマイヤーは、本来の脚本はもっと社会性の強い物であったが、プロデューサーの不当な圧力により改作され、完全に骨抜きにされてしまった、元の脚本通りに作られていればもっといい作品になったはずだ、と後に主張している。脚本の改稿を行ったのは、フリッツ・ラングだが（クレジットはされていない）、ラングは、ヤノヴィッツとマイヤーの主張に対して、元の脚本は、素人っぽさが目立つ、政治的主張が前面に出た青臭い物で、二、三面白いアイデアはあったが、そのまま使えるような水準の物ではなかったと反論している。また、改稿は、プロデューサーの圧力による物ではなく、自分の判断で行ったとも語っている。
セットの制作に携わった人々は、ドイツ表現主義の画家たちであった。その一人、アルフレート・クビーン（英語: Alfred Kubin）  は、幻覚や悪夢をテーマとした白黒の銅版画作品を制作していた、シュルレアリスムにも影響を与えた。また、セットのデザインの大部分を行ったヘルマン・ヴァルムは、「映画は、絵画が命を吹き込まれたものであるべきである」と主張する芸術家グループ、シュトルムに属していた。
撮影は1919年の12月と1920年の1月に行われ、1920年2月26日、ベルリンにある映画館Marmorhausで初上映された。
日本での初公開は、1921年5月14日である。英語字幕での上映に、活動弁士が台本に即し、日本語で演技や状況説明を行っていた。徳川夢声も弁士として立った。当時の流行画家・竹久夢二もこれを観覧、あまり活動写真が好きではなかったというが、この映画の印象を雑誌「新小説」に挿絵とともに寄稿している。

## 本映画の特色

### Visual style

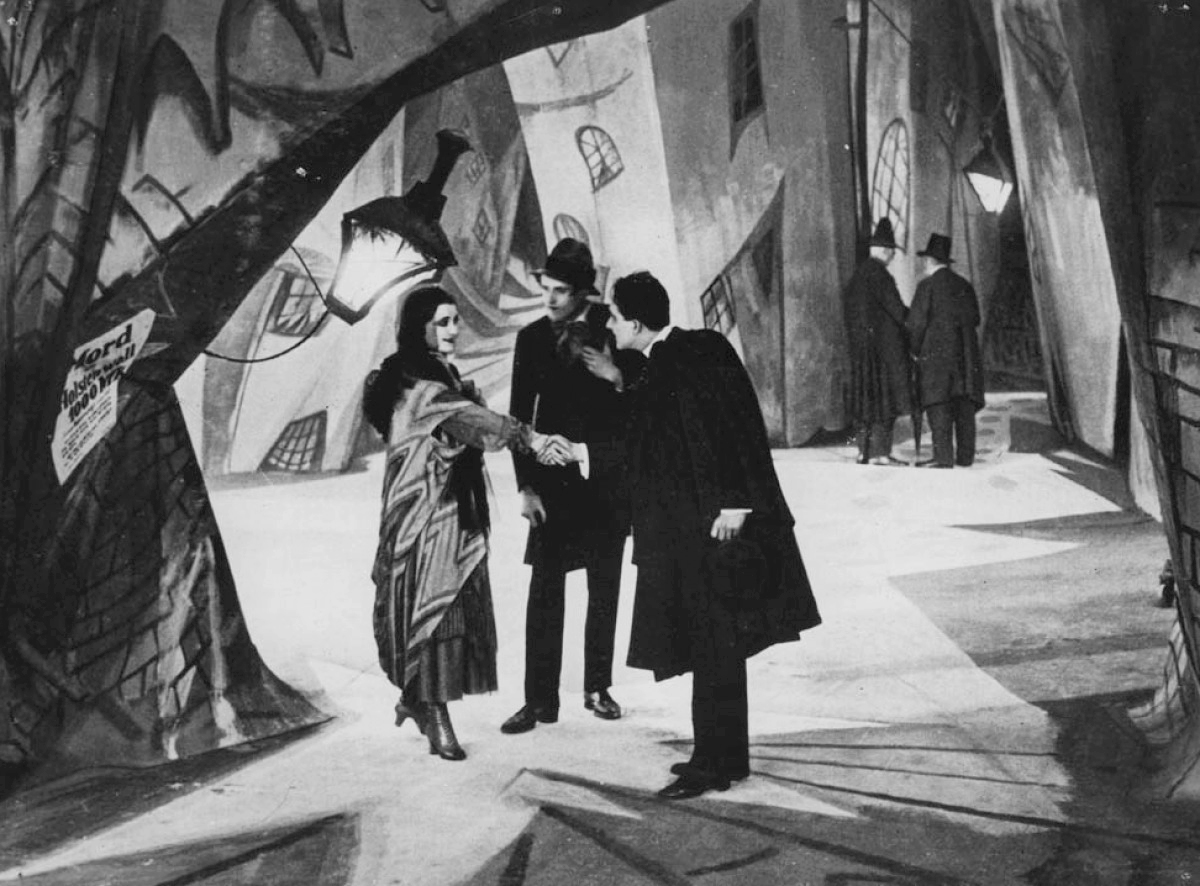
『カリガリ博士』には、意図的に歪められた形、セットに直接描かれた影や光の筋が見られる。

批評家からは、本作品のドイツ表現主義の手法や、奇抜で歪んだセットのデザイン、そして卓越した視覚的効果において、今日でも世界的に高く評価されている。フィルム・ノワール、およびホラー映画に影響を与えた重要な作品としても、位置づけられることが多い。最初期のホラー映画の一作品としても挙げられ、以降数十年間、アルフレッド・ヒッチコックなど、多くの映画監督が手本としていたことも指摘される。
以下が本作品の主な特色としてあげられる。
- セット美術:ほぼすべてのショットにおいて、歪んだセット美術が使用されている。テント、柱、ドア、壁、煙突、屋根などがすべて平衡感覚が狂った状態で描かれており、床が水平でないこともある。また、白と黒のコントラストが多用され、照明もそれを強調している。ただし最初と最後の精神病院の庭（現実世界）のシーンだけはごく普通のセットである。
- メイク:チェザーレの、目の周りを隈取したような奇抜なメイクは、不安感を煽るものである。また、衣装も奇抜なデザインで作られており、チェザーレの全身タイツのような黒の衣装や、拘束衣が例として挙げられる。
- 字幕:カリガリ博士の強迫観念を示す場面では、すでに撮影されたフィルムに文字が書き込まれ、博士の姿とともに文字を見せ、心理状態（ドイツ語で「カリガリ博士にならなければならない」のフレーズが繰り返し現れる）を実体化させ、カリガリ博士の心理をより印象づけている。
- アイリスショットの多用：カメラに絞りをつけて撮影するショットをアイリスショットという。初期映画では、場面場面のつなぎを、特定の人物に絞りをつけて閉め（アイリス・アウト）、次の場面において、また人物に絞りをつけて開け（アイリス・イン）場面を切り替える方法が使用されていたが、本作品では、場面の切り替え以外でもアイリス・ショットを多用し、不安感をあおったり、注意を喚起したりする手法が多用されている。
- 誇張された演技：他のサイレント映画に比べても、登場人物たちの演技は感情や身振りをかなり誇張されている。特にカリガリ博士と、フランシスの演技においては、他の人物より表情・身振りが強調されているとともに、場面に応じて顕著に異なった演技スタイルを用いている。
- 屋内での撮影：すべての撮影を、屋内でセットを使用して行っている。自然の日光を一切使用せず、日光によりできる影も照明を使用して作られたものである。
- 家具のデフォルメ化:登場する家具も、実用的なものというよりは、歪んだセット美術に合わせて作られた奇抜なものが多い。背もたれの高すぎる椅子はその一例である。

## 『カリガリからヒトラーへ』と反論
本作品を、自らの意思を持たない眠り男と、彼を僕とし巧みに操り、殺人を犯させる精神異常のカリガリ博士の関係性を取り上げ、その後のアドルフ・ヒトラーによる政権掌握とプロパガンダによる大衆操作、そして国民の盲従的なヒトラー崇拝と、第二次世界大戦やユダヤ人迫害をはじめとした国民の破滅的行為への加担を象徴化した作品であると見る映画研究者も多い。その代表的なもので、かつ多大な影響を与えたのが、ジークフリート・クラカウアーの『カリガリからヒトラーヘ』（1947年）である。
クラカウアーは『カリガリからヒトラーヘ』で、本作品を第一次世界大戦から第二次世界大戦へ至る、戦間期ドイツの社会情勢に対する寓話と解釈することが可能であると述べている。クラカウアーの主張では、カリガリ博士は専制的な人物像を象徴しており、こうした専制的な政治家にとっては、社会を混乱に陥れることだけが、唯一の代替策であり、専制政治（眠り男の支配＝プロパガンダによる市民支配）か混乱（殺人事件＝世界大戦）かの二者択一を迫る。しかし、このクラカウアーの命題は、近年では、多くの映画学者から否定されている。

### クラカウアーへの反論
クラカウアーへの反論の例を示す。トーマス・エルゼッサー（英語: Thomas Elsaesser）は著書"Weimar Cinema and After"の中で、クラカウアーの著書を、「歴史学の見地における、空想の」論であると酷評した。Elsaesserは、ヒトラーの政権掌握は本作品の発表後に起きたことであり、よってクラカウアーのカリガリ博士がヒトラーを体現しているという考えは矛盾している、と断言した。Elsaesserは、当時のドイツの社会通念と映画の関連性を分析するには、研究対象として取り上げた映画が少な過ぎるとしてクラカウアーを批判した。さらに、結末の変更によって、映画の革新性が失われたと主張するクラカウアーに対し、脚本の革新性を過小評価し過ぎているとも批判した。
なお、Elsaesserは、本作品をはじめとするドイツ表現主義映画（またはそうみなされるもの）の独自のスタイルの背景を、以下のように位置づけている。彼によれば、ドイツ表現主義の映画制作者たちは、増加の一途をたどっていたアメリカ映画の流入に対抗するために、ドイツ独自の映画を差異化する手段として、当時すでに勃興していた表現主義的な作風を積極的に導入した、とされる。この分析は、今日では主要なものとなっている。

## ランキング
- 1958年：「世界映画史上の傑作12選（英語版）」（ブリュッセル万国博覧会発表）第12位[5]

## 備考
- 1923年、溝口健二は、表現主義的な作風を用いた映画『血と霊』を制作し、歪んだセット、コントラストが強い作風などを踏襲した。しかし、本作品は興行的に失敗したこともあり、フィルムが失われたため、現在観ることは不可能とされている。
- 1962年の映画「怪人カリガリ博士」（en:The Cabinet of Caligari）は、ジェーン・リンドストロムという女性が助けを求めて入ったカリガリ博士の屋敷に閉じ込められ、そこからの脱出を試みるが、実は彼女自身が妄想に苛まれた精神病患者であったことが分かるというストーリーで、原作とは基本的には類似した構造だが、別のシナリオになっている。表現主義的な傾向は最後に数分間見られるだけのハリウッド的なスリラー作品である。
- 1979年の、バウハウスの1stシングル"Bela Lugosi's Dead"では、裏ジャケットに本作品のスチール写真が使われている。この楽曲はしばしば、最初のゴシックロックのレコードとされる。
- 1982年の、漫画家丸尾末広が本作品を基にして独自なアレンジで描いた初期短編「カリガリ博士復活」には、フランシスに代わって少女が登場する。『マンガ宝島』3月号に掲載、同年に単行本『薔薇色ノ怪物』にも収録された。
- 1989年の映画「Dr.カリガリ」は、カリガリ博士の孫娘が経営する病院を舞台としたシュールかつ猟奇的な作品。書き割りによるセットなど、美術面でも本作品の影響が強く見られる。
- 1990年の映画『シザーハンズ』の主人公エドワードのメイクや衣装は、本作品に登場する夢遊病患者チェザーレのビジュアルから影響を受けている。
- 1991年の映画「ビルとテッドの地獄旅行」では、セット美術面での明らかな引用が見られる。
- 1997年、作曲家ジョン・モラン（英語: John Moran）は、本作品を舞台化した。彼の「オペラ」『カリガリ博士』はケンブリッジ (マサチューセッツ州)のアメリカン・レパートリー・シアターにて、演出ロバート・マクグラス（英語: Robert McGrath）により上演された[6]。
- 1998年のロブ・ゾンビのシングル、"Living Dead Girl"のミュージックビデオは、本作品の中の多くのシーンをほぼ本物と同じように真似ている。
- 1999年のレッド・ホット・チリ・ペッパーズのヒット・シングル"Otherside"のミュージックビデオは、本作品に刺激されたものである。
- 2002年の映画クイーン・オブ・ザ・ヴァンパイアからのカットシングル曲、"Forasaken"のミュージックビデオは、本作品に刺激されたものである。
- 2002年、イギリスの作曲家ジェフ・スミスは、ハンマーダルシマーを用いて、本作品のサウンドトラックを制作し、コンサートで映画を上映しながら演奏した。